# Campionat d'Espanya d'escacs
El Campionat d'Espanya d'escacs es juga anualment organitzat per la FEDA. Tot i que el primer campionat oficial no es va disputar fins al 1928, hom considera Campió d'Espanya no oficial entre començaments de segle XX i aquella data l'espanyol de Cuba Manuel Golmayo de la Torriente.

## Taula de guanyadors
| Any              | Ciutat (Homes)                           | Campió                         | Ciutat (Dones)        | Campiona                  |
| ---------------- | ---------------------------------------- | ------------------------------ | --------------------- | ------------------------- |
| 1902             | Madrid                                   | Manuel Golmayo de la Torriente |                       |                           |
| 1912             | Madrid                                   | Manuel Golmayo de la Torriente |                       |                           |
| 1921             | Madrid                                   | Manuel Golmayo de la Torriente |                       |                           |
| 1927             | honorari                                 | Manuel Golmayo de la Torriente |                       |                           |
| 1928             | Madrid                                   | Manuel Golmayo de la Torriente |                       |                           |
| 1929             | Barcelona                                | Ramón Rey Ardid                |                       |                           |
| 1930             | Barcelona                                | Ramón Rey Ardid                |                       |                           |
| 1932             | València                                 | Ramón Rey Ardid                |                       |                           |
| 1933             | València                                 | Ramón Rey Ardid                |                       |                           |
| 1935             | Saragossa                                | Ramón Rey Ardid                |                       |                           |
| 1942             | Barcelona                                | Ramón Rey Ardid                |                       |                           |
| 1943             | Madrid                                   | José Sanz Aguado               |                       |                           |
| 1944             | Madrid                                   | Antonio Medina García          |                       |                           |
| 1945             | Bilbao                                   | Antonio Medina García          |                       |                           |
| 1946             | Santander                                | Artur Pomar Salamanca          |                       |                           |
| 1947             | València                                 | Antonio Medina García          |                       |                           |
| 1948             | Múrcia                                   | Francisco José Pérez Pérez     |                       |                           |
| 1949             | Albacete                                 | Antonio Medina García          |                       |                           |
| 1950             | Sant Sebastià                            | Artur Pomar Salamanca          | Madrid                | Glòria Velat              |
| 1951             | Barcelona                                | Román Torán Albero             | València              | Sofía Ruiz                |
| 1952             | Gijón                                    | Antonio Medina García          |                       |                           |
| 1953             | Galícia                                  | Román Torán Albero             | Barcelona             | Pilar Cifuentes           |
| 1954             | Tarragona                                | Francisco José Pérez Pérez     |                       |                           |
| 1955             | Alcoi                                    | Jesús María Díez del Corral    | València              | Pilar Cifuentes           |
| 1956             | Barcelona                                | Jaume Lladó Lumbera            |                       |                           |
| 1957             | Saragossa                                | Artur Pomar Salamanca          | Madrid                | Mª Luisa Gutierrez        |
| 1958             | València                                 | Artur Pomar Salamanca          |                       |                           |
| 1959             | Tenerife                                 | Artur Pomar Salamanca          | Barcelona             | Mª Luisa Gutierrez        |
| 1960             | Lugo                                     | Francisco José Pérez Pérez     |                       |                           |
| 1961             | Granada                                  | Jaume Lladó Lumbera            | Barcelona             | Pepita Ferrer             |
| 1962             | Màlaga                                   | Artur Pomar Salamanca          |                       |                           |
| 1963             | Cadis                                    | Antonio Medina García          | Madrid                | Pepita Ferrer             |
| 1964             | Las Palmas                               | Antonio Medina García          |                       |                           |
| 1965             | Sevilla                                  | Jesús María Díez del Corral    | Arenys de Mar[1]      | Mª Luisa Gutierrez        |
| 1966             | Almería                                  | Artur Pomar Salamanca          |                       |                           |
| 1967             | Palma                                    | Ángel Fernández García         | Arenys de Mar         | Mª Luisa Gutierrez        |
| 1968             | Reus[2][3]                               | Fernando Visier Segovia        |                       |                           |
| 1969             | Navalmoral                               | Juan Manuel Bellón López       | Santander             | Pepita Ferrer             |
| 1970             | Llaranes (Avilés)                        | Ernesto Palacios de la Prida   |                       |                           |
| 1971             | Gijón                                    | Juan Manuel Bellón López       | Candás                | Pepita Ferrer             |
| 1972             | Salamanca                                | Fernando Visier Segovia        | Vigo                  | Pepita Ferrer             |
| 1973             | Tenerife                                 | Francisco Javier Sanz          | Gijón                 | Pepita Ferrer             |
| 1974             | València                                 | Juan Manuel Bellón López       | Saragossa             | Pepita Ferrer             |
| 1975             | Benidorm                                 | José Miguel Fraguela Gil       | Sevilla               | Nieves García             |
| 1976             | Ceuta                                    | Ángel Martín González          | Alacant               | Pepita Ferrer             |
| 1977             | Can Picafort                             | Juan Manuel Bellón López       | Zamora                | Nieves García             |
| 1978             | A Toxa                                   | Manuel Rivas Pastor            | A Toxa                | Nieves García             |
| 1979             | Torrevella                               | Manuel Rivas Pastor            | Vic                   | Julia Gallego             |
| 1980             | Lleida                                   | Mario Gómez Esteban            | Reus                  | Mª Pino García Padrón     |
| 1981             | Sevilla                                  | Manuel Rivas Pastor            | Nerja                 | Nieves García             |
| 1982             | Cartagena                                | Juan Manuel Bellón López       | Còrdova               | Nieves García             |
| 1983             | Las Palmas                               | José García Padrón             | Lleida                | Mª Pino García Padrón     |
| 1984             | Barcelona                                | Ángel Martín González          | La Roda               | Nieves García             |
| 1985             | Osca                                     | Jesús María de la Villa García | Logronyo              | Mª Luisa Cuevas           |
| 1986             | La Roda                                  | Ángel Martín González          | Benidorm              | Mª Luisa Cuevas           |
| 1987             | Salou                                    | Alfons Romero Holmes           | Bilbao                | Mª Luisa Cuevas           |
| 1988             | Alcanar                                  | Jesús María de la Villa García | Coria del Río         | Mª Luisa Cuevas           |
| 1989             | Almeria                                  | José Luís Fernández García     | Alacant               | Mª Luisa Cuevas           |
| 1990             | Linares                                  | Jordi Magem i Badals           | Benasque              | Beatriu Alfonso           |
| 1991             | Lleida                                   | Manuel Rivas Pastor            | Llanes                | Mª Luisa Cuevas           |
| 1992             | Madrid                                   | Mario Gómez Esteban            | San Fernando          | Nieves García             |
| 1993             | Linares-Bilbao                           | Lluís Comas i Fabregó          | València              | Nieves García             |
| 1994             | Cañete                                   | Sergio Cacho Reigadas          | Sant Feliu de Guíxols | Mª Luisa Cuevas           |
| 1995             | Matalascañas                             | Miquel Illescas Córdoba        | Vitòria               | Mònica Vilar López        |
| 1996             | Zamora                                   | Sergio Estremera Paños         | Vitòria               | Nieves García             |
| 1997             | Torrevella                               | Pablo San Segundo Carrillo     | Empuriabrava          | Mònica Calzetta           |
| 1998             | Linares                                  | Miquel Illescas Córdoba        | Vera                  | Nieves García             |
| 1999[4]          | Palència                                 | Miquel Illescas Córdoba        | Vera                  | Silvia Timón              |
| 2000             | Manresa[5]                               | Ángel Martín González          | La Roda               | Mònica Calzetta           |
| 2001             | Manacor                                  | Miquel Illescas Córdoba        | Vera                  | Yudania Hernández         |
| 2002             | Ayamonte                                 | Aleksei Xírov                  | Ayamonte              | Mònica Calzetta           |
| 2003             | Burgos                                   | Oscar de la Riva Aguado        | Burgos                | Nieves García             |
| 2004             | Sevilla                                  | Miquel Illescas Córdoba        | Sevilla               | Mònica Calzetta           |
| 2005             | Lorca                                    | Miquel Illescas Córdoba        | Lorca                 | Mònica Calzetta           |
| 2006             | León[6][7]                               | Francisco Vallejo Pons         | Salou[8]              | Patricia Llaneza          |
| 2007[9]          | Ayamonte                                 | Miquel Illescas Córdoba        | Socuéllamos[10]       | Mònica Calzetta           |
| 2008[11]         | Ceuta                                    | David Lariño Nieto             | Novetlè[12]           | Sabrina Vega Gutiérrez    |
| 2009[13][14][15] | Palma                                    | Francisco Vallejo Pons[16]     | Almansa[17][18][19]   | Mònica Calzetta           |
| 2010[20]         | El Sauzal                                | Miquel Illescas Córdoba        | Huelva[21]            | Lucía Pascual             |
| 2011[22][23][24] | S'Arenal d'en Castell (Es Mercadal)      | Àlvar Alonso Rosell            | Padrón                | Yudania Hernández         |
| 2012[25]         | San Bartolomé de Tirajana (Gran Canària) | Julen Arizmendi                | Salobreña             | Sabrina Vega Gutiérrez    |
| 2013[26][27][28] | Linares                                  | Iván Salgado López             | Linares[29]           | Olga Alexandrova          |
| 2014[30]         | Linares                                  | Francisco Vallejo Pons         | Linares               | Olga Alexandrova          |
| 2015[31][32]     | Linares                                  | Francisco Vallejo Pons         | Linares               | Sabrina Vega Gutiérrez    |
| 2016[33][34]     | Linares                                  | Francisco Vallejo Pons         | Linares               | Ana Matnadze              |
| 2017[35][36]     | Las Palmas de Gran Canaria               | Iván Salgado López             | Linares               | Sabrina Vega Gutiérrez    |
| 2018[37]         | Linares                                  | Salvador del Río Angelis       | Linares               | Sabrina Vega Gutiérrez    |
| 2019[38][39]     | Marbella                                 | Aleksei Xírov                  | Marbella              | Sabrina Vega Gutiérrez    |
| 2020[40]         | Linares                                  | David Antón                    | Linares               | Sabrina Vega Gutiérrez    |
| 2021[41]         | Linares                                  | Eduardo Iturrizaga             | Linares               | Sabrina Vega Gutiérrez    |
| 2022             | Linares                                  | Eduardo Iturrizaga             | Linares               | Marta Garcia Martin       |
| 2023             | Marbella                                 | Eduardo Iturrizaga             | Marbella              | Sarasadat Khademalsharieh |
| 2024             | Marbella                                 | Daniil Yuffa                   | Marbella              | Sabrina Vega Gutiérrez    |

## Campionat d'Espanya d'escacs per correspondència[42]
| #      | Anys      | Vencedor                                      |
| ------ | --------- | --------------------------------------------- |
| I      | 1948-1951 | Santiago Martínez Mocete                      |
| II     | 1956-1958 | Miguel Albareda Creus                         |
| III    | 1963-1965 | Esteban Barrababe Menal                       |
| IV     | 1964-1966 | Jordi Werner Serrat                           |
| V      | 1965-1967 | Melchor Subira Prat                           |
| VI     | 1966-1968 | Esteban Barrababe Menal                       |
| VII    | 1967-1969 | Jordi Werner Serrat                           |
| VIII   | 1968-1970 | Esteban Barrababe Menal - Felipe Moreno Ramos |
| IX     | 1971-1973 | Francisco Ballbe Anglada                      |
| X      | 1972-1974 | Ernesto Palacios de la Prida                  |
| XI     | 1973-1976 | Rosendo Planas Ferret                         |
| XII    | 1975-1977 | Rosendo Planas Ferret                         |
| XIII   | 1973-1975 | Felipe Moreno Ramos                           |
| XIV    | 1976-1978 | Enrique Pascual Gras                          |
| XV     | 1978-1981 | Josep Garriga Nualart                         |
| XVI    | 1980-1982 | Santiago Bonay Toscas                         |
| XVII   | 1983-1986 | Josep Garriga Nualart                         |
| XVIII  | 1986-1992 | Josep Pons Ribot                              |
| XIX    | 1991-1994 | Ricardo Montecatine Rios                      |
| XX     | 1995-1999 | Ramon Garcia Orenes                           |
| XXI    | 2000-2003 | Pedro Drake Diez de Rivera                    |
| XXII   | 2003-2006 | José Mercadal Benejam                         |
| XXIII  | 2003-2005 | Francisco Muñoz Moreno                        |
| XXIV   | 2005-2007 | Ignacio Santos Crespo                         |
| XXV    | 2007-2009 | Javier Asturiano Molina                       |
| XXVI   | 2009-2011 | Javier Asturiano Molina                       |
| XXVII  | 2011-2013 | Francisco Velilla Velasco                     |
| XXVIII | 2013-2015 | Eduardo Miras Garcia                          |
| XXIX   | 2015-2017 | Francisco Tarrio Ocaña                        |
| XXX    | 2017-2019 | Juan Aguilar Garcia                           |
| XXXI   | 2019-2021 | Alberto Perez Lopez                           |
| XXXII  | 2021-2023 | Francisco Burgos Garbin                       |

## Copa d'Espanya d'escacs per correspondència
| #    | Anys      | Vencedor                                     | Residència       |
| ---- | --------- | -------------------------------------------- | ---------------- |
| I    | 1974-1978 | José Garriga Nualart Santiago Carruez Bergés | Barcelona Huesca |
| II   | 1984-1986 | José Larrosa Vila                            | La Coruña        |
| III  | 1988-1990 | José Barrios Troncoso                        | León             |
| IV   | 1991-1995 | Jesús Varela Mourín                          | León             |
| V    | 1995-1997 | Julio Baldomero García                       | Barcelona        |
| VI   | 1998-2001 | Joel Martín Clemente                         | Tenerife         |
| VII  | 2003-2005 | Juan Lara Ruiz                               | Màlaga           |
| VIII | 2005-2008 | Francisco Velilla Velasco                    |                  |
| IX   | 2008-2011 | Javier Asturiano Molina                      | Murcia           |
| X    | 2010-2012 | Juan Aguiar García                           |                  |
| XI   | 2012-2014 | Juan Aguiar García                           |                  |
| XII  | 2014-2017 | Gabriel Jiménez Molina                       | Barcelona        |
| XIII | 2017-2019 | Tomás Santamaría Pérez                       | Madrid           |
| XIV  | 2018-2020 | Sergio Cardozo García                        |                  |
| XV   | 2020-2022 | Tomás Santamaría Pérez                       | Madrid           |

## Copa d'Espanya d'escacs postals
| #  | Anys      | Vencedor                                  | Residència          |
| -- | --------- | ----------------------------------------- | ------------------- |
| 1. | 2014-2018 | José Jiménez Ariza                        |                     |
| 2. | 2016-2022 | Josep Guevara i Pijoan José Jiménez Ariza |                     |
| 3. | 2018-2022 | Josep Guevara i Pijoan                    | Barcelona           |
| 4. | 2020-2025 | José Lanz Calavia Josep Guevara i Pijoan  | Guipúscoa Barcelona |